# Kantonswechsel des Laufentals

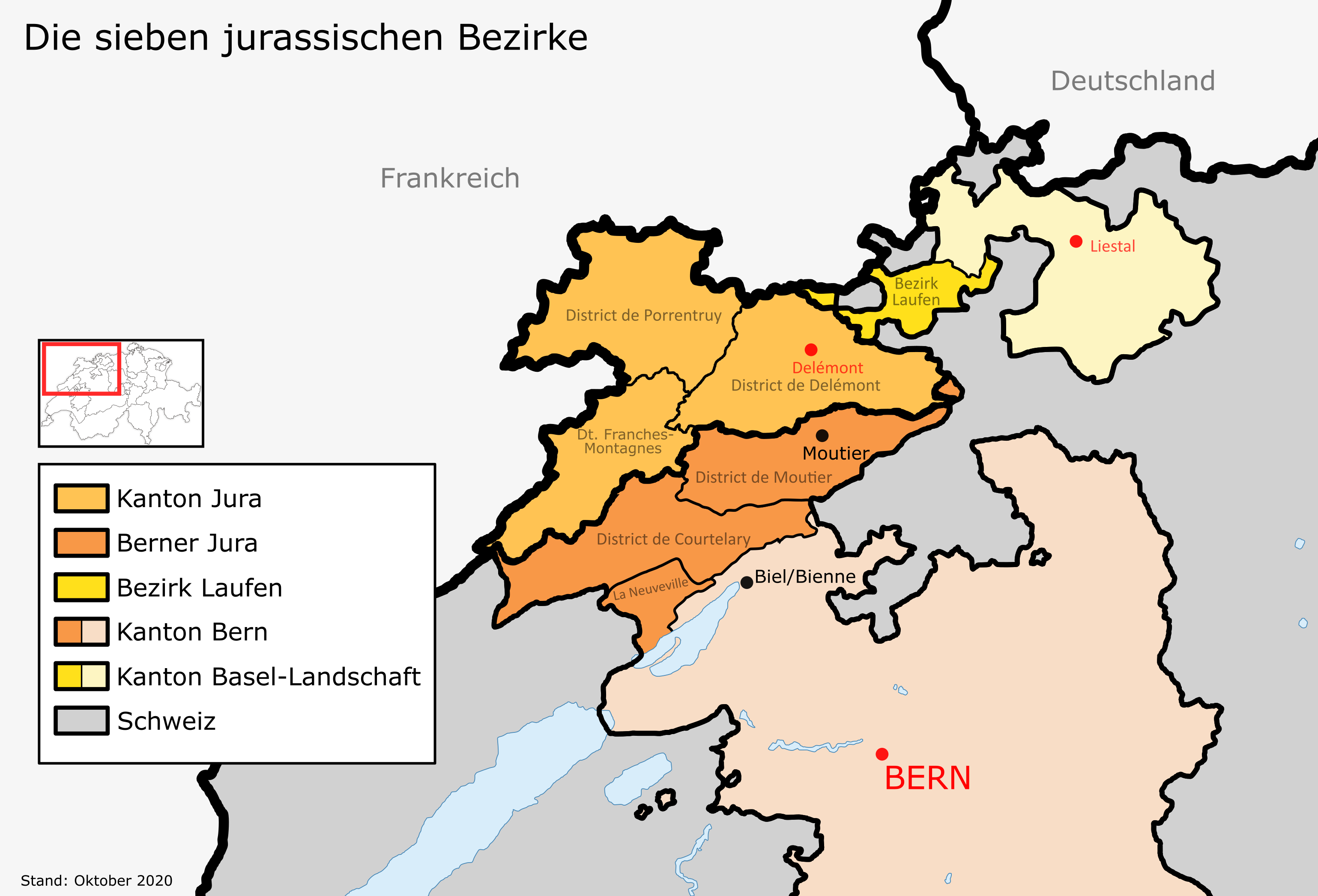
Die sieben jurassischen Bezirke (das Laufental in Gelb)

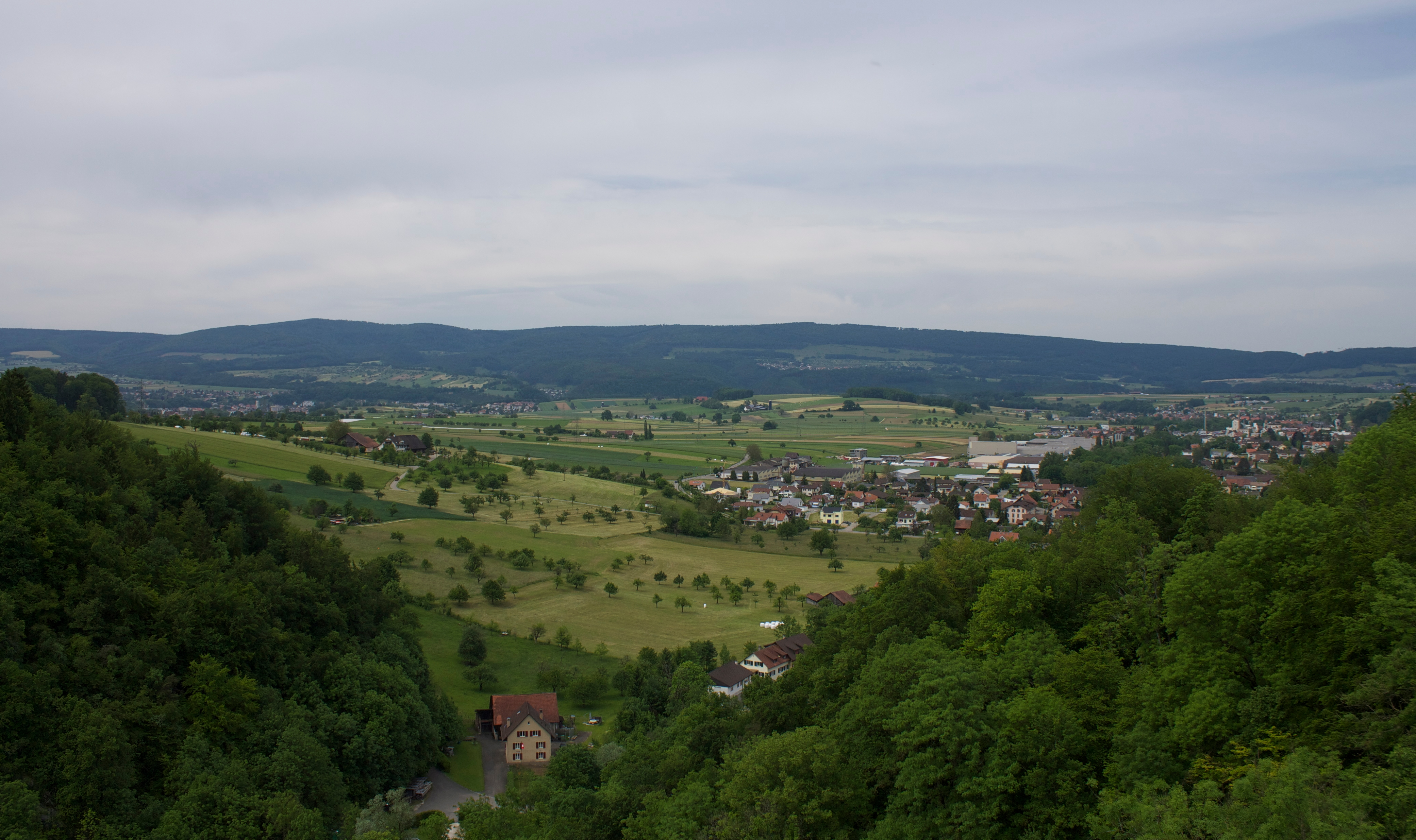
Blick in Richtung Laufental von der Burg Neu-Thierstein aus. Zu sehen sind u. a. Laufen, Dittingen, Blauen und Brislach

Mit Kantonswechsel des Laufentals (auch Laufentalfrage genannt) werden die langwierigen politischen und juristischen Auseinandersetzungen um die Gebietsabtretung des Bezirks Laufen im Nordwesten der Schweiz vom Kanton Bern an den Kanton Basel-Landschaft beschrieben. Die Frage der Kantonszugehörigkeit des Bezirks steht im engen Zusammenhang mit der Jurafrage. Wie der Jura gehörte das Laufental einst zum Fürstbistum Basel und gelangte erst 1815 nach dem Wiener Kongress zu Bern. Der Einfluss der Region auf die kantonale Politik war gering, während wirtschaftlich und kulturell weiterhin enge Beziehungen zur Region Basel bestanden. Derselbe Zusatz zur Berner Kantonsverfassung, der 1979 nach den Juraplebisziten die Gründung des Kantons Jura in der französischsprachigen Nachbarschaft ermöglichte, gewährte dem zu einer Exklave gewordenen Bezirk das Recht, über den Beitritt zu einem seiner Nachbarkantone zu befinden.
1978 entschieden sich die Laufentaler für die Einleitung des Verfahrens, 1980 bestimmten sie den Kanton Basel-Landschaft als bevorzugte Beitrittsoption (weitere Möglichkeiten wären die Kantone Basel-Stadt und Solothurn gewesen). Am 11. September 1983 stimmten sie allerdings mit 56,7 % der Stimmen gegen den Kantonswechsel. Bei der 1984 aufgeflogenen Berner Finanzaffäre kam ans Licht, dass die Kantonsbehörden über geheime widerrechtliche Zahlungen an die Aktion bernisches Laufental die Meinungsbildung massiv beeinflusst hatten. 1988 hiess das Bundesgericht eine staatsrechtliche Beschwerde der separatistischen Laufentaler Bewegung gut und erklärte das Abstimmungsergebnis für ungültig. Die Wiederholung der Abstimmung am 12. November 1989 ergab eine Mehrheit von 51,7 % zugunsten des Kantonswechsels. 1991 stimmte Basel-Landschaft der Aufnahme des Laufentals zu, und 1993 gaben auch Volk und Stände bei einer eidgenössischen Volksabstimmung ihre Zustimmung. Der Übertritt erfolgte schliesslich am 1. Januar 1994.
Die detaillierten Ergebnisse der Volksabstimmungen sind im Artikel Laufental-Abstimmungen zu finden.

## Das Laufental im Fürstbistum Basel

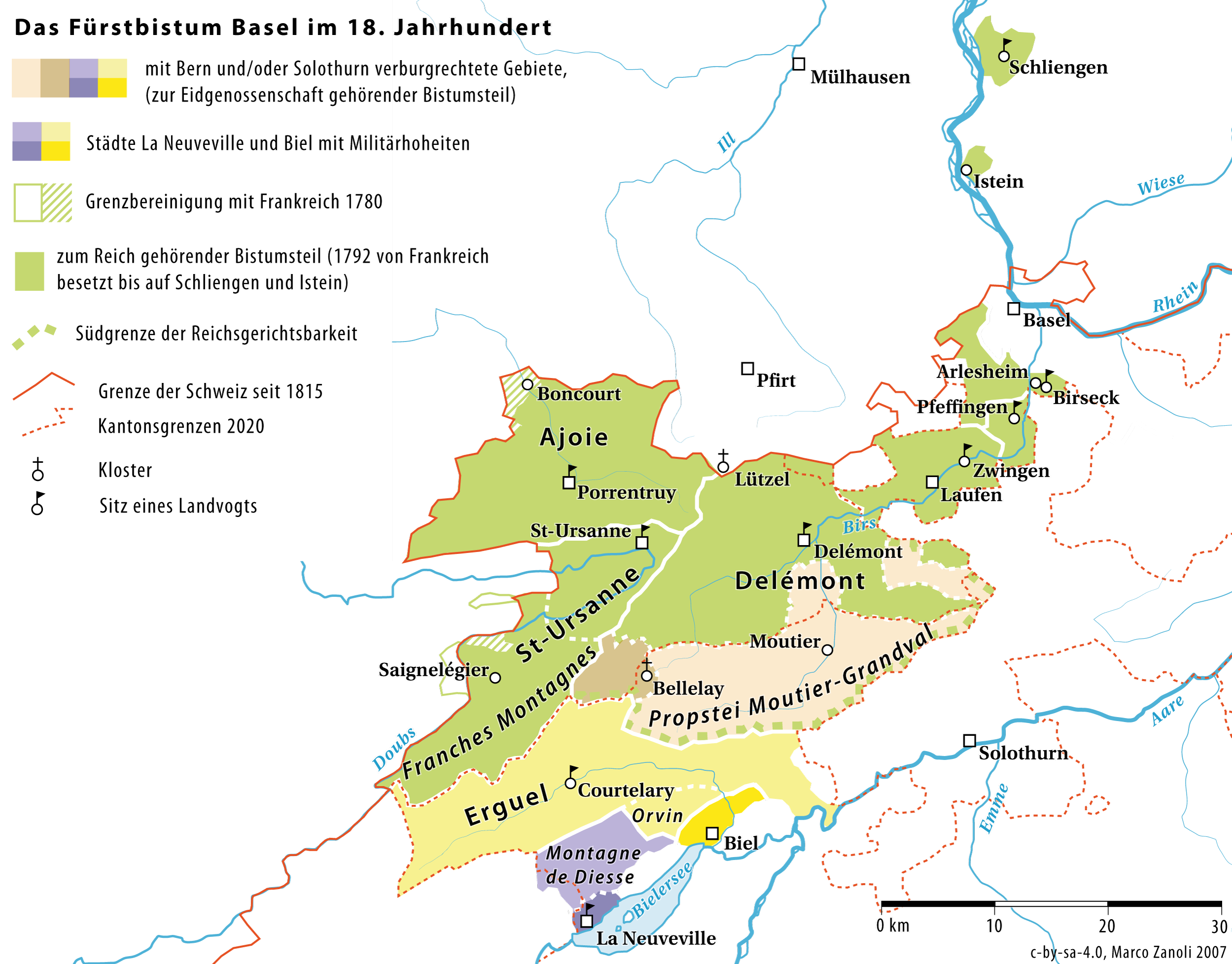
Territorium des Fürstbistums Basel im 18. Jahrhundert

Im Mittelalter gelangte das Laufental in den Einflussbereich der Bischöfe von Basel. Das Fürstbistum Basel erhielt im Jahr 1006 von König Heinrich II. die Dörfer Duggingen und Grellingen zugesprochen. 1141 trat die Abtei St. Blasien einen Dinghof ab, der Laufen, Röschenz, Wahlen und Zwingen umfasste. 1269 erwarb das Fürstbistum von den Habsburgern die Herrschaft Burg im Leimental, 1271 von der Grafschaft Pfirt das Dorf Liesberg und 1454 von den Thiersteinern das Dorf Roggenburg. Schliesslich kamen 1462 aus dem Erbe der Ramsteiner Blauen, Brislach, Dittingen und Nenzlingen hinzu. Mit den fürstbischöflichen Vogteien Birseck und Pfeffingen bestanden enge Beziehungen, aber auch mit der Stadt Basel. Nachdem die Französische Republik 1792 den Norden des Fürstbistums besetzt hatte, proklamierten revolutionäre Kräfte die Raurakische Republik. 1793 annektierte Frankreich seine Tochterrepublik, die nun das Département Mont-Terrible bildete. Trotz Gebietserweiterungen blieb es das kleinste aller Départements und ging 1800 im Département Haut-Rhin auf. In diesem gehörten die Gemeinden dem Kanton Laufen an (mit Ausnahme von Roggenburg im Kanton Delémont).
1813 eroberten Koalitionstruppen das frühere Fürstbistum. Nachdem der Pariser Frieden die Grenzen von 1792 wiederhergestellt hatte, verwaltete Gouverneur Conrad Karl Friedrich von Andlau-Birseck das Gebiet provisorisch weiter. Die Laufentaler baten in einer Petition, an den Kanton Basel angeschlossen zu werden. Der Wiener Kongress ignorierte diesen Wunsch, denn Fürst Metternich schlug vor, den Kanton Bern für den Verlust seiner Untertanengebiete im Waadtland und im Aargau mit dem ehemaligen Fürstbistum zu entschädigen; auch Basel sollte einen Teil erhalten. Es wird angenommen, dass die Diplomaten den Bernern eine zuverlässige Verteidigung der Schweizer Nordwestgrenze eher zutrauten als den geographisch exponierten Baslern, weshalb sie am 20. März 1815 die Grenze beim Schloss Angenstein oberhalb der Birs zogen. Eine andere gängige Begründung lautet, dass sie schlicht ungenaue Kenntnisse der örtlichen Verhältnisse hatten. Die Vereinigungsurkunden formalisierten die Aufteilung des Territoriums am 15. Dezember 1815. Dadurch wurde die Vogtei Pfeffingen zweigeteilt: Aesch und Pfeffingen gelangten zusammen mit dem Birseck an Basel, Duggingen und Grellingen zusammen mit dem Laufental an Bern. Die Aufteilung entsprach durchaus den Wünschen der reformierten Basler, die den Katholiken misstrauten und deshalb nicht allzu viele von ihnen aufnehmen wollten.

## Das Laufental im Kanton Bern
Die Integration des Laufentals in den ebenfalls reformierten Kanton Bern erwies sich als schwierig, was sich insbesondere anhand der Badener Artikel (1836) und des Kulturkampfes (1873–1880) zeigte, als die Kantonsregierung gegen romtreue katholische Priester vorging. Dennoch strebten die Laufentaler keine Trennung an, sondern die Wahrung ihrer Eigenheiten und mehr Selbständigkeit innerhalb des Kantons. In den ersten Jahren gehörte das Laufental administrativ zum französischsprachigen Bezirk Delémont, fühlte sich aber trotz gemeinsamer katholischer Mehrheitskonfession nicht angemessen vertreten. Separatistische Bestrebungen hielten sich dennoch in Grenzen, wenn man von den Aktionen von Joseph Ferdinand Gerster absieht. Bei der Revision der Berner Kantonsverfassung im Jahr 1846 wurde die Forderung nach einem eigenen Bezirk erfüllt. Politisch spielte er kaum eine Rolle, denn seine Vertretung in den kantonalen Behörden war gering und die stärkste Partei, die Katholisch-Konservativen (ab 1970 CVP), auf kantonaler Ebene wenig bedeutend. In den folgenden Jahrzehnten zogen vermehrt Berner ins Laufental, darunter Beamte, Polizisten und Lehrer. Kulturelle und vor allem wirtschaftliche Beziehungen bestanden aber wie seit jeher überwiegend mit dem Raum Basel. Diese wurden insbesondere nach dem Bau der Jurabahn in den 1870er Jahren immer enger. Das Laufental entwickelte sich zu einem der wohlhabendsten Bezirke des Kantons, doch die Beziehungen zu Bern blieben distanziert. Hundert Jahre später erlebte das Laufental einen markanten Bevölkerungsschub durch zugezogene Berufspendler, die in Basel und Umgebung arbeiteten.
Der jurassische Separatismus, der 1947 nach der Moeckli-Affäre wiederaufgeflammt war, berührte das Laufental zunächst nur am Rande. Das Rassemblement jurassien (RJ) strebte in den ersten Jahren einen neuen Kanton an, der den gesamten historischen Jura umfassen sollte, also das zum Kanton Bern gehörende Gebiet des früheren Fürstbistums mit den Bezirken Courtelary, Delémont, Franches-Montagnes, La Neuveville, Laufen, Moutier und Porrentruy. Einzelne prominente Laufentaler unterstützten diese Forderung aktiv, allen voran Adolf Walther, der langjährige Regierungsstatthalter. Er war Vizepräsident des RJ und von 1953 bis 1959 Redaktor der separatistischen Zeitschrift Der Laufentaler. Am 5. Juli 1959 scheiterte die kantonale Plebiszitinitiative, mit der die Separatisten in den sieben jurassischen Bezirken eine Volksabstimmung über die Kantonsgründung herbeiführen wollten, deutlich; im Bezirk Laufen selbst betrug die Ablehnung 73,1 %. Daraufhin ersetzte das RJ seine bisher rein historische Argumentation schrittweise durch eine ethnolinguistische Strategie, welche die französische Ethnizität betonte. Aus diesem Grund gab es den schon immer sehr vagen Anspruch auf das Laufental auf. Entsprechend ging dort das Interesse an der Jurafrage stark zurück.

## Auswirkungen der Juraplebiszite auf das Laufental
Die Situation änderte sich schlagartig, als der Grosse Rat des Kantons Bern am 9. September 1969 ohne Gegenstimme einem Antrag des Regierungsrates zustimmte: Durch einen Zusatz in der Berner Kantonsverfassung sollten die sieben Bezirke entscheiden dürfen, ob sie weiterhin zum Kanton Bern oder zu einem neu zu gründenden Kanton gehören wollen. Die bernischen Behörden gingen davon aus, dass der Bezirk Laufen den Anschluss an einen französischsprachigen Kanton ablehnen und somit zu einer Exklave würde. Sie sahen sich deshalb veranlasst, ihm ein separates Selbstbestimmungsrecht zu geben, das es den Stimmberechtigten erlauben würde, über den Beitritt zu einem Nachbarkanton der Nordwestschweiz zu befinden. Der Journalist Heinz Däpp argumentiert, die meisten Berner Politiker hätten das Laufental damals nur als Anhängsel der höchst umstrittenen Jurafrage betrachtet und sich ausschliesslich in diesem Zusammenhang für den weit entfernten Bezirk interessiert. Andererseits hätten die Laufentaler in den zahlreichen Debatten nie wahrnehmbar die bernische Jurapolitik mitgeprägt und demonstrativ Desinteresse gezeigt. Man habe den Bezirk weder den «bösen Separatisten» noch den «guten Berntreuen» zuordnen können und ihn deshalb zu einem Sonderfall erklärt. Die offizielle Haltung, das Selbstbestimmungsrecht mit der Exklavensituation zu erklären, sei nur vorgeschoben gewesen, um die Meinungen im Jura zu beeinflussen; die Laufentaler selbst seien vorher nie gefragt worden. Die Volksabstimmung am 1. März 1970 über den Verfassungszusatz ergab eine Zustimmung von 93,3 % kantonsweit und von 88,7 % im Bezirk Laufen.
Beim ersten Juraplebiszit am 23. Juni 1974 mussten die Laufentaler gegen die Gründung des Kantons Jura stimmen, um sich die Option eines Beitritts zu einem anderen Kanton offenzuhalten. Bern dürfte gehofft haben, mit den Stimmen der Laufentaler die jurassischen Autonomiebestrebungen zu durchkreuzen, was aber nicht gelang. Zwar betrug die Ablehnung im Laufental 74,2 %, doch über alle Bezirke hinweg gesehen resultierte eine Zustimmung von 51,9 %. Am 18. September 1974 bildete sich auf freiwilliger Basis die Bezirkskommission Laufental. Sie stand unter dem Vorsitz von Regierungsstatthalter Jacques Gubler und bereitete das zweite Juraplebiszit vor. Um nicht dem neuen Kanton anzugehören, mussten die ablehnenden Bezirke Volksinitiativen einreichen, die jeweils von mindestens einem Fünftel der Stimmberechtigten unterschrieben worden waren. In den Bezirken Courtelary, La Neuveville und Moutier organisierte die antiseparatistische Force démocratique die Unterschriftensammlungen, im Bezirk Laufen die Bezirkskommission. Sie reichte die Initiative am 24. Februar 1975 mit 3312 gültigen Unterschriften ein. Gemäss Gubler hatte sie darüber hinaus «keine Entscheidungen über die politische Zukunft unseres Tales zu fällen; sie hat aber die Grundlagen zu erarbeiten, damit der politische Entscheid von den stimmberechtigten Bürgerinnen und Bürgern gefällt werden kann». Auf die Frage «Wollt Ihr, dass der Amtsbezirk Laufen – unter Vorbehalt des Anschlusses an einen Nachbarkanton – weiterhin zum Kanton Bern gehört?» stimmten 94,6 % der Laufentaler am 14. September 1975 mit Ja.
Im Bezirk Delémont gab es mit Roggenburg und Ederswiler zwei deutschsprachige Gemeinden, die ebenfalls nicht jurassisch werden wollten. Für Roggenburg bestand die Möglichkeit, am dritten Juraplebiszit teilzunehmen, da es an seinem östlichsten Punkt an die Laufentaler Gemeinde Liesberg angrenzt. Ein Fünftel der Stimmberechtigten mussten eine kommunale Volksinitiative unterstützen. Am 1. Oktober 1975 übergab die Gemeinde der Berner Staatskanzlei 103 gültige Unterschriften, was einem Anteil von drei Vierteln entsprach. Am 19. Oktober entschied sich Roggenburg mit 97 zu 10 Stimmen, zum Bezirk Laufen zu wechseln und somit weiterhin bernisch zu bleiben. Die Gebietsänderung trat am 1. Januar 1976 in Kraft. Zwar stimmte Ederswiler eine Woche nach Roggenburg ebenfalls für einen Bezirkswechsel, doch dieses Votum hatte rein konsultativen Charakter und wurde nie vollzogen, da die Gemeinde vor dem Wechsel Roggenburgs nicht an einen bei Bern verbleibenden Bezirk gegrenzt hatte. Bis heute ist Ederswiler die einzige deutschsprachige Gemeinde im Kanton Jura.

## Einleitung des Anschlussverfahrens
Der Grosse Rat verabschiedete am 19. November 1975, gestützt auf den Verfassungszusatz, einstimmig das «Gesetz über die Einleitung und Durchführung des Anschlussverfahrens des Laufentals an einen benachbarten Kanton». Dadurch konstituierte sich der Bezirk – schweizweit einmalig – als öffentlich-rechtliche Gebietskörperschaft, die in der Frage des möglichen Kantonswechsels eigenständig verhandeln und Entscheidungen treffen durfte. Um das Selbstbestimmungsrecht wahrnehmen zu können und die divergierenden Meinungen zu nachvollziehbaren und transparenten Entscheidungsgrundlagen zu strukturieren, war es erforderlich, die Bezirkskommission in ein demokratisch legitimiertes Gremium umzuwandeln. Der Einfluss Berns sollte sich auf die Klärung von Details beschränken, insbesondere was die Vermögensausscheidung betraf. Die erste Volkswahl der 26 Kommissionsmitglieder fand am 4. April 1976 statt.
Im Mai 1976 nahm die Bezirkskommission erstmals Kontakt zu den Kantonen Basel-Landschaft, Basel-Stadt und Solothurn auf. Anfangs zeigte nur Basel-Stadt ein echtes Interesse, den Bezirk aufzunehmen, was die beiden anderen in Zugzwang brachte. Basel-Landschaft hatte Bedenken, dass die 1969 abgelehnte Wiedervereinigung der beiden Basel wieder zum Thema werden könnte. Solothurn wiederum befürchtete, dass in seinen Exklaven Kleinlützel und Leimental ebenfalls Sezessionswünsche entstehen könnten. Insgesamt bewerteten aber alle Seiten die Gespräche als positiv. Solothurn und Basel-Landschaft sicherten zu, das Laufental als gleichberechtigten Bezirk aufnehmen zu wollen. Komplexer präsentierte sich die Lage bei Basel-Stadt, das nicht unmittelbar angrenzt und wo die Stadt- und Kantonsverwaltung identisch sind. Dem Laufental sollte ein weitgehendes Selbstverwaltungsrecht für alle eigenen Belange eingeräumt werden, beispielsweise in den Bereichen Landwirtschaft, Jagd und Fischerei, Orts- und Regionalplanung, Gerichtsbarkeit und finanzielle Gemeindeautonomie. Ebenso erhielte es acht oder neun Sitze im Basler Grossen Rat, und die Bezirkskommission würde über ein eigenes Initiativrecht verfügen.

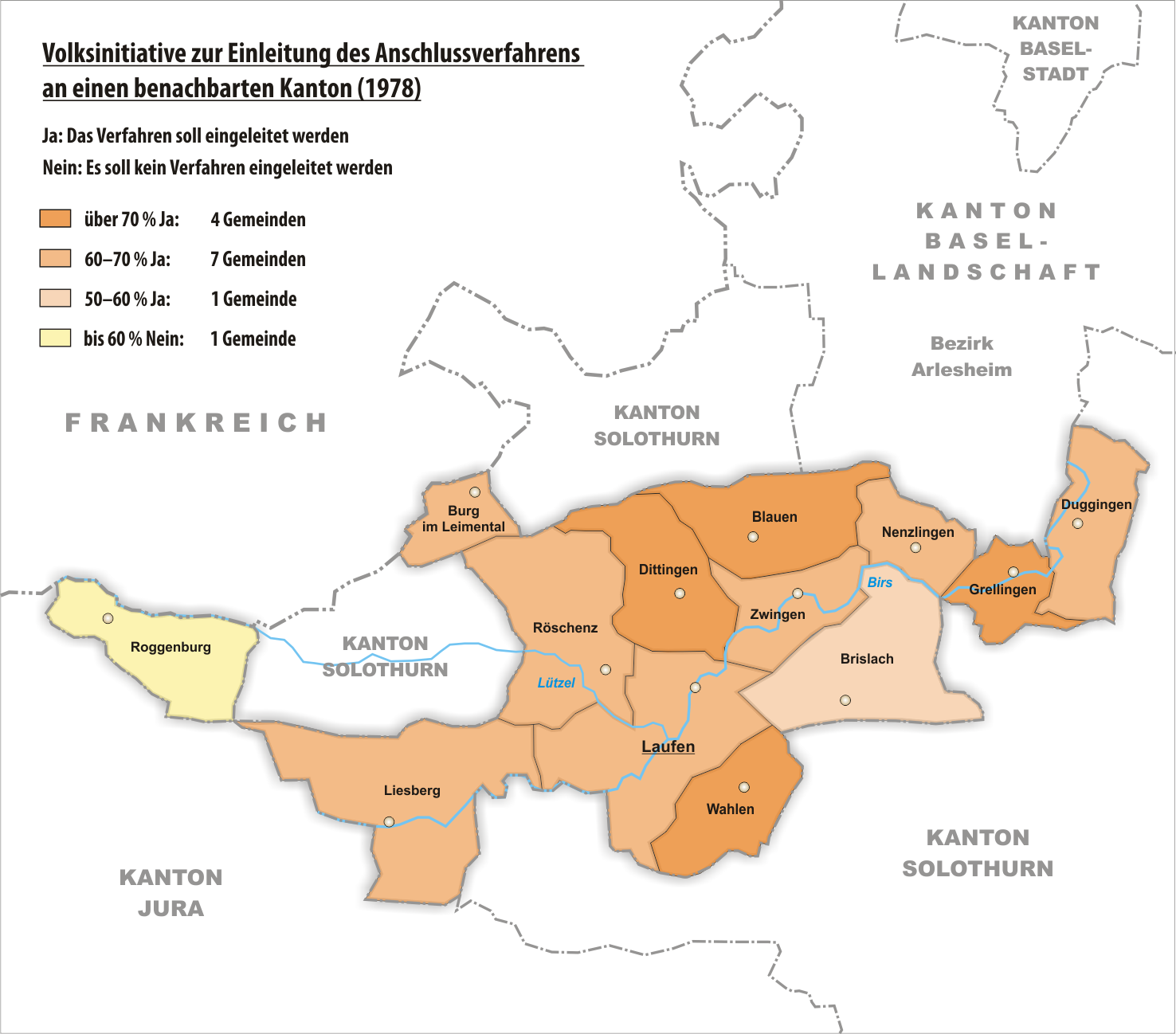
Ergebnis zur Einleitung des Anschlussverfahrens

Im Mai 1977 verschickte die Bezirkskommission einen detaillierten Bericht an alle Stimmberechtigten, der die Kantone miteinander verglich und über den Stand der Abklärungen informierte. Der Grosse Rat verabschiedete am 5. Dezember das «Gesetz über die Mitwirkungsrechte des Laufentals». Sollte das Laufental bei Bern bleiben, würde die Bezirkskommission in Bezirksrat umbenannt, um dann als Parlament die Interessen des Bezirks wahrzunehmen. Ausserdem würde das Laufental über ein Anhörungsrecht zu allen interkantonalen Vereinbarungen und kantonalen Angelegenheiten, die den Bezirk betreffen, verfügen. Wiederum gestützt auf den Verfassungszusatz reichte das kurz zuvor gegründete Komitee «Ja zur besten Lösung» am 15. November 1977 die «Volksinitiative zur Einleitung des Anschlussverfahrens an einen benachbarten Kanton» ein. 60 Prozent der Stimmberechtigten hatten das Begehren unterschrieben, dreimal mehr als erforderlich.
In den Monaten vor der Abstimmung begannen sich zwei politische Lager mit unterschiedlichen Ansichten herauszukristallisieren. Das Komitee «Ja zur besten Lösung» argumentierte, dass die Laufentaler die Möglichkeit erhalten sollten, Einzelheiten über die Angebote der Nachbarn zu beschaffen. Für einen Verbleib bei Bern sprach sich die «Vereinigung für eine gesicherte Zukunft des Laufentals» aus; ihr zufolge gehörte der interkantonalen Zusammenarbeit die Zukunft und nicht Grenzkorrekturen. Die Abstimmung fand am 18. Juni 1978 statt und ergab eine deutliche Zustimmung: Bei einer Beteiligung von 79,2 % sprachen sich 65,1 % der Abstimmenden dafür aus, dass die Bezirkskommission offizielle Verhandlungen mit den Nachbarkantonen führen soll. Einzig Roggenburg, das zweieinhalb Jahre zuvor zum Bezirk Laufen gelangt war, lehnte ab. Die Befürworter interpretierten das Ergebnis als klares Signal dafür, dass sich das Laufental vom Kanton Bern trennen wolle. Die Berntreuen hielten dem entgegen, dass sich die Mehrheit weiterhin alle Optionen offenhalten wolle, was aber nicht gleichbedeutend mit dem Wunsch nach einem Kantonswechsel sei.

## Wahl des Zielkantons fällt auf Basel-Landschaft

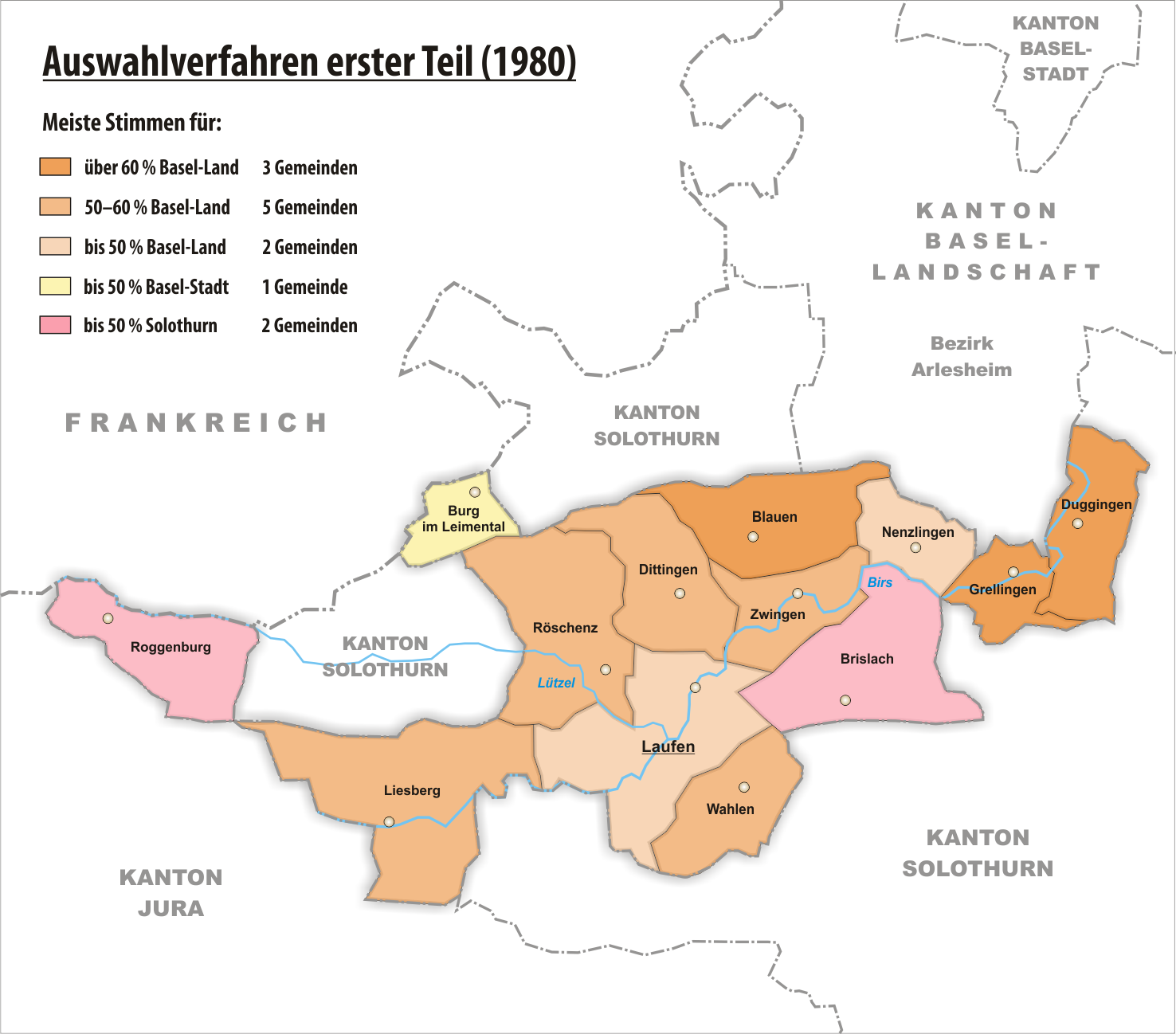
Mehrheiten für Baselland, Basel-Stadt und Solothurn

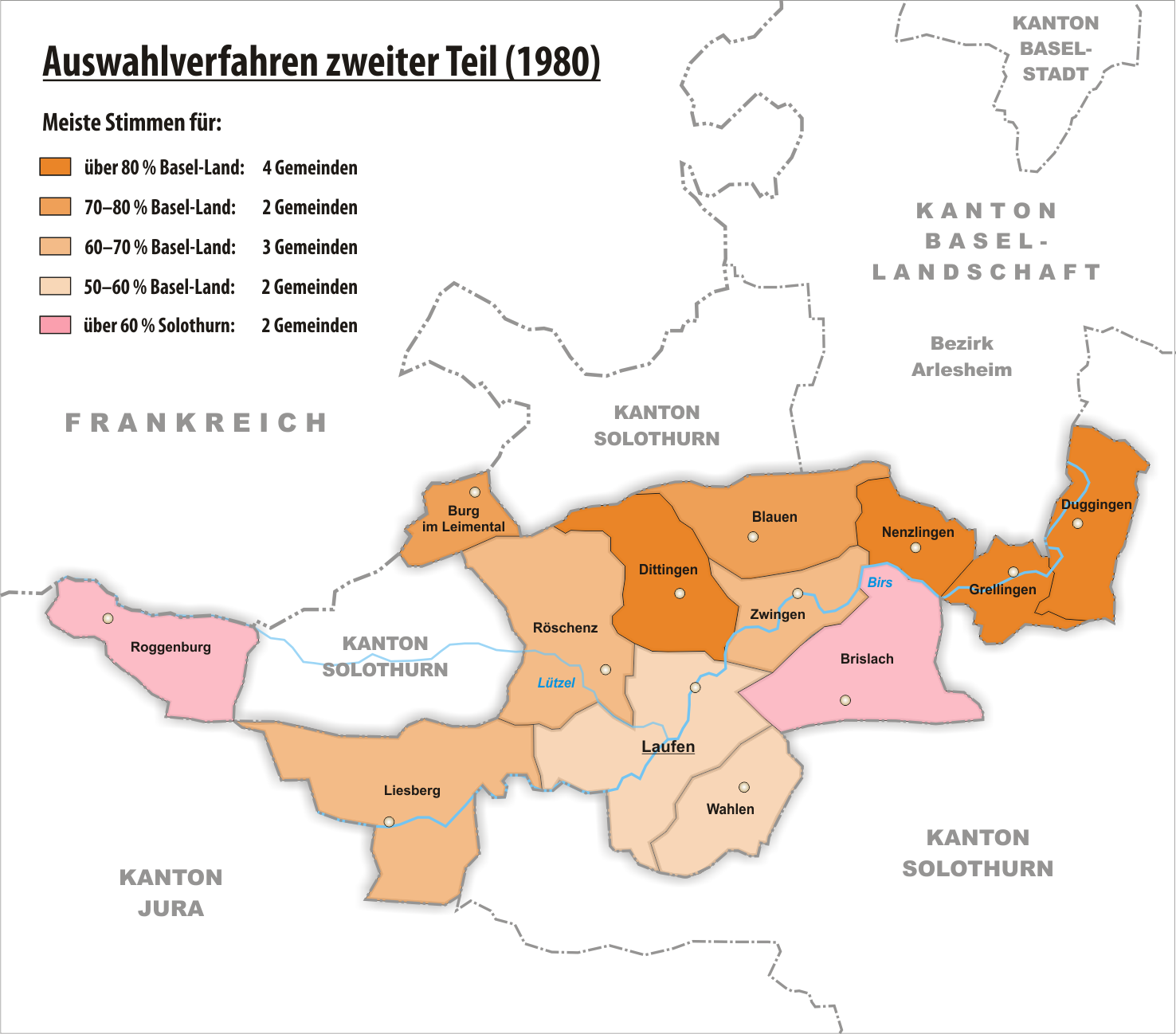
Mehrheiten für Baselland und Solothurn

Die Bezirkskommission fragte alle drei Regierungen an, ob sie bereit wären, noch vor der Festlegung des Zielkantons eine Konsultativabstimmung durchzuführen. Dadurch hätten die Laufentaler bereits im Vorfeld die Möglichkeit, die jeweilige Volksmeinung in Erfahrung zu bringen und so Unsicherheiten auszuschliessen. Basel-Landschaft und Solothurn machten zunächst entsprechende Zusagen, zogen diese aber später aufgrund rechtlicher und politischer Bedenken zurück. Der baselstädtische Regierungsrat wiederum liess eine Verfassungsänderung ausarbeiten, die dem Laufental ein Sonderstatut gewähren würde. Der Basler Grosse Rat hiess sie im Februar 1979 einstimmig gut. Am 20. Mai 1979 zeigten die Stimmberechtigten von Basel-Stadt aber nur geringes Interesse am Laufental. Lediglich 56,7 % stimmten der Verfassungsänderung zu, bei einer Beteiligung von 37,3 %. Die Gegner der Vorlage hatten insbesondere darauf hingewiesen, dass das Laufental eine grössere Autonomie erhalten würde als die baselstädtischen Gemeinden Riehen und Bettingen. Im Laufental selbst herrschte der Eindruck vor, dass die Entscheidungsfindung eher erschwert worden sei.
Die Wahl des Zielkantons erfolgte im ersten Quartal 1980 in zwei Schritten. Während die angefragten Kantone sich mit nüchterner Information begnügten, um nicht den Eindruck einer «Brautschau» zu erwecken, empfahlen die Bezirkskommission und das Komitee «Ja zur besten Lösung» den Kanton Basel-Landschaft. Er sei jung, modern und finanziell stark – mit einer industrialisierten ländlichen Struktur, die jener des Laufentals ähnlich sei. Aufgrund der vielen interkantonalen Partnerschaften beider Basel könne das Laufental gleichermassen von den Angeboten des Stadtkantons profitieren. Der Kanton Basel-Stadt wiederum sei zwar unbestreitbar das Zentrum der Nordwestschweiz und habe ein grosszügiges Sonderstatut beschlossen, gegen ihn sprächen jedoch das Fortbestehen der Situation als Exklave und der mässige Rückhalt seiner Bevölkerung. Zum benachbarten Schwarzbubenland sei das Verhältnis sehr eng, zumal es das Laufental zu drei Fünfteln umschliesse und dessen Bevölkerung mehrheitlich ebenfalls katholisch sei. Doch die «geographische Vernunftlösung» dürfe nicht darüber hinwegtäuschen, dass zum übrigen Kanton Solothurn jenseits des Passwangs kaum Gemeinsamkeiten und Kontakte bestünden.
Bereits die erste Abstimmung am 13. Januar 1980 endete klar zugunsten von Basel-Landschaft. 51,5 % der Abstimmenden sprachen sich für diesen Kanton aus, während auf Solothurn 32,5 % und auf Basel-Stadt 16,0 % entfielen. Politische Beobachter hatten zwar damit gerechnet, dass Basel-Landschaft das beste Ergebnis erzielen würde, zeigten sich aber von der Deutlichkeit überrascht. Für Basel-Stadt entschied sich einzig Burg im Leimental. Allgemein ging man davon aus, dass die Stimmen für Solothurn aus strategischen Gründen hauptsächlich von Berntreuen stammten, um einen Entscheid zugunsten der beiden Basel zu verhindern. Mehrheiten für diesen Kanton gab es aber nur in Brislach und Roggenburg. Die zweite Abstimmung am 16. März fiel noch deutlicher für Basel-Landschaft aus; der Kanton erhielt 64,6 % der Stimmen, während 35,4 % Solothurn bevorzugten. Erneut waren Brislach und Roggenburg in der Minderheit. Während sich die Solothurner vor der ersten Abstimmung noch sehr zurückhaltend gezeigt hatten, waren sie nun deutlich aktiver aufgetreten, was aber auf viele aufdringlich wirkte. Der Berner Regierungsrat nahm das Ergebnis zur Kenntnis und dankte den anderen Kantonen für die faire Haltung während des Verfahrens. Die Baselbieter Behörden waren während des Auswahlprozederes ebenfalls zurückhaltend aufgetreten, waren aber bereit, das Laufental aufzunehmen. Ihre Haltung lässt sich mit den folgenden Worten von Nationalrat Felix Auer (FDP) umschreiben: «Ihr Laufentaler müsst selbst entscheiden, wohin ihr wollt; wenn zu Baselland, dann seid ihr bei uns herzlich willkommen!»

## Erste Laufental-Abstimmung
Die Bezirkskommission begann die Modalitäten eines möglichen Kantonswechsels auszuhandeln. Acht Fachgruppen trafen mit Vertretern einer Baselbieter Verhandlungsdelegation zusammen. Sie umfasste neben zwei Regierungsräten auch leitende Beamte der Kantonsverwaltung, begleitet von einer 13-köpfigen Kommission des Landrates. Nach drei Lesungen billigte die Bezirkskommission den ausgehandelten Laufentalvertrag am 20. Januar 1983 mit 14 zu 11 Stimmen. Wenig später gab der Baselbieter Regierungsrat am 8. Februar einstimmig sein Einverständnis. Der Baselbieter Landrat stimmte am 2. Mai mit 57 zu 7 Stimmen zu (bei fünf Enthaltungen). Bereits am 10. Februar hatten die Verhandlungspartner im Rahmen einer feierlichen Zeremonie im Kantonalen Museum in Liestal ihre Unterschrift unter das Vertragswerk gesetzt. Auf Seiten von Basel-Landschaft waren dies Landschreiber Franz Guggisberg und Regierungspräsident Theo Meier, auf Seiten der Bezirkskommission der Verhandlungsleiter Rainer Weibel. Die 112 Paragrafen regelten zahlreiche Aspekte wie die Eingliederung in die Baselbieter Rechtsordnung, die Gleichberechtigung der Laufentaler gegenüber den übrigen Kantonsbürgern, die Weiterführung bestehender Verpflichtungen oder die Übernahme von kantonalen Institutionen und Angestellten.
Der politische Schlagabtausch setzte bereits 1981, also mitten in den Verhandlungen um den Vertrag, ein und spaltete die Laufentaler Gesellschaft zunehmend in zwei unversöhnliche Lager. Dem Probaselbieter Komitee «Ja zur besten Lösung» stand die 1978 gegründete antiseparatistische Aktion bernisches Laufental (ABL) gegenüber. Obwohl beide Gruppierungen Wert auf Überparteilichkeit legten, stammten die Beitrittsbefürworter überwiegend aus CVP-Kreisen, während die Berntreuen der FDP nahestanden; prominente «Überlaufer» gab es aber auf beiden Seiten. Die damals im Laufental noch wenig bedeutende SP war gespalten, neigte aber eher den Probaselbietern zu. Beide Komitees liessen sich von Werbeagenturen in Basel und Bern professionell beraten. Sie gaben regelmässig erscheinende Abstimmungszeitungen heraus, organisierten öffentliche Veranstaltungen, führten Plakat- und Inseratekampagnen durch und bearbeiteten einzelne Zielgruppen gezielt mit Briefkampagnen. Zusätzliche Sprachrohre waren die Lokalzeitungen Die Nordschweiz auf Seiten der Probaselbieter und der Volksfreund auf Seiten der Berntreuen.

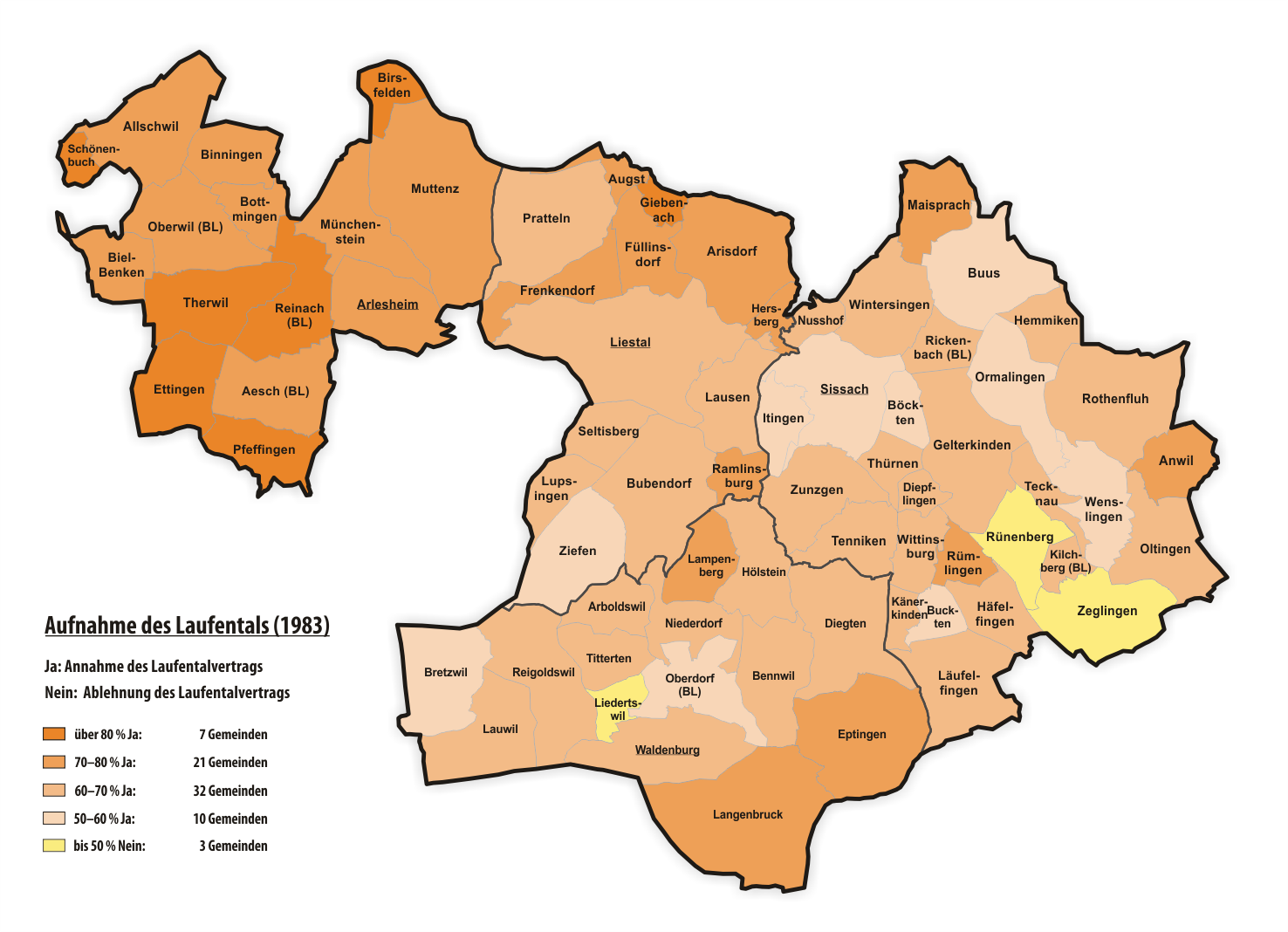
Erste Abstimmung über den Laufentalvertrag in Baselland

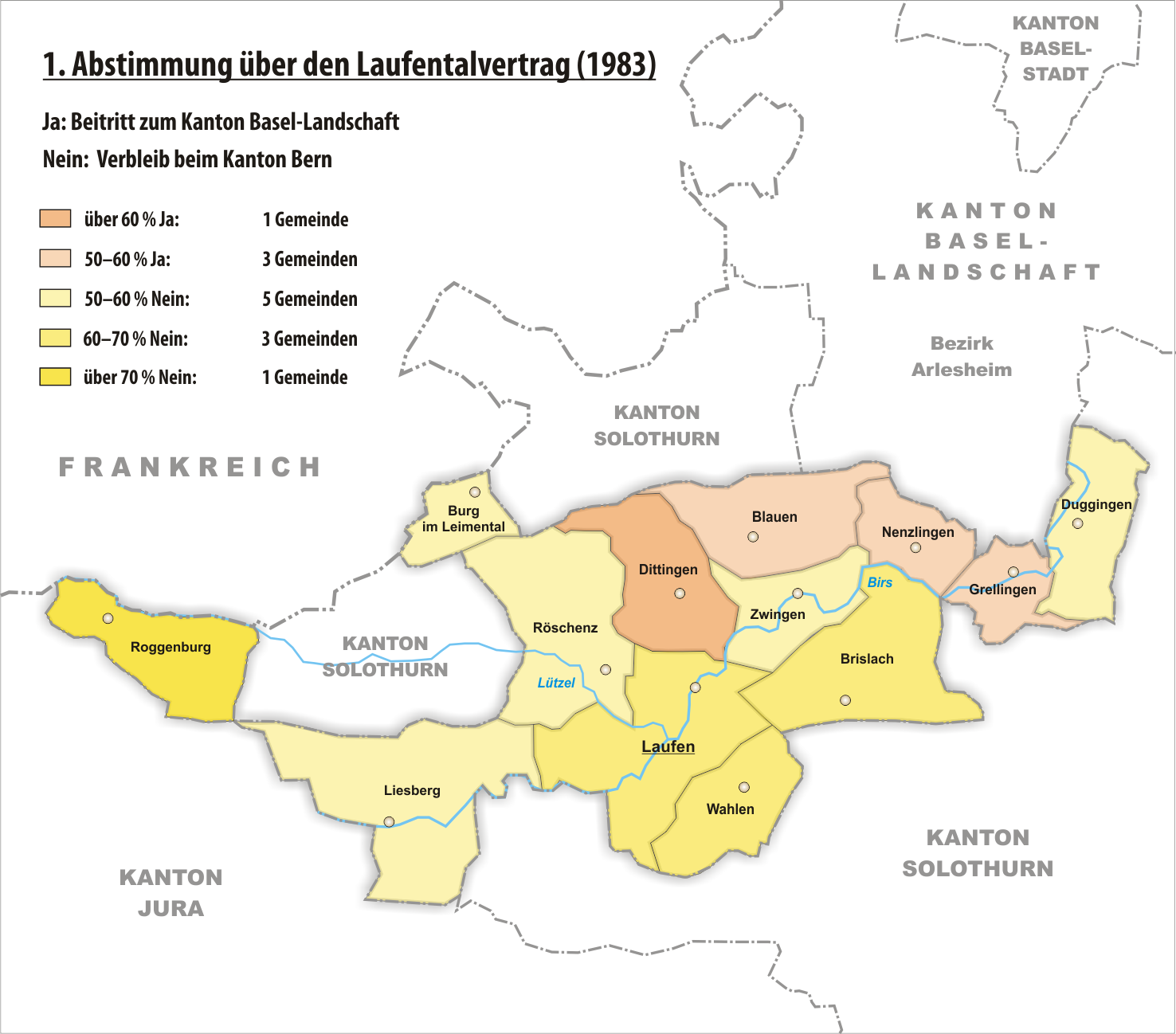
Erste Abstimmung über den Laufentalvertrag im Bezirk Laufen

Das moderat auftretende Komitee «Ja zur besten Lösung» versuchte mit Argumenten zu überzeugen, da es davon ausging, dass sich Sachlichkeit und Fairness auszahlen würden. Es stellte die geographische, wirtschaftliche, kulturelle, soziale und historische Verbundenheit mit dem Baselbiet in den Vordergrund. Allerdings wirkte die Kampagne brav im Vergleich zu jener der Gegenseite, der es gelang, die Abstimmungsfrage auf eine rein emotionale Ebene zu verlagern. Die ABL überzog den Bezirk mit einer beispiellosen Propagandawelle, welche die Auftritte der Probaselbieter völlig in den Schatten stellte. Besonders eine als «rotes Büchlein» bekannt gewordene Schrift zerzauste den Laufentalvertrag regelrecht und sparte nicht mit erfundenen Behauptungen. Unter anderem war darin die Rede von der «Vergewaltigung unserer Bezirksverwaltung und unserer Selbstständigkeit», dass die Laufentaler die Schulden des Baselbiets abbezahlen müssten und dass das Laufental nicht «verschachert» werden dürfe. Gegen Ende der Kampagne trat auch das Komitee «Laufentaler, worum denn furt?» in Erscheinung, das sich im Ton, aber nicht im Ziel von der ABL abgrenzte. Es sprach jene Unentschlossenen an, die sich mit den rabiaten Methoden der ABL nicht identifizieren konnten.
Am 11. September 1983 fanden sowohl im Bezirk Laufen als auch im Kanton Basel-Landschaft die entscheidenden Volksabstimmungen statt. Die Baselbieter mussten nicht nur über den Laufentalvertrag befinden, sondern auch über eine Änderung der Kantonsverfassung und ein Aufnahmegesetz. Die Verfassungsänderung erhöhte die Zahl der Landratsabgeordneten von 84 auf 90 und schuf je einen neuen Verwaltungs- und Gerichtsbezirk Laufen. Das Aufnahmegesetz regelte die Schaffung von Amtsvormundschafts- und Friedensrichterkreisen, die Übernahme des Spitals Laufen und die Weiterführung der progymnasialen Abteilung am Gymnasium Laufental-Thierstein. Bei unterdurchschnittlicher Beteiligung sprachen sich die Baselbieter jeweils mit rund 73 % für die Annahme aus; nur drei Gemeinden lehnten ab. Diese Ergebnisse waren letztlich völlig bedeutungslos, denn am selben Tag stimmte der Bezirk Laufen gegen den Kantonswechsel. Die Abstimmungsfrage «Wollt Ihr Euch aufgrund des vereinbarten Vertrags dem Kanton Basel-Landschaft anschliessen?» beantworteten 56,7 % der Abstimmenden mit Nein, die Beteiligung betrug 93,0 %. Ja-Mehrheiten resultierten nur in Blauen, Dittingen, Grellingen und Nenzlingen.
Die Schweizer Medien zeigten sich vom deutlichen Ergebnis überrascht. La Liberté kommentierte, dass den Laufentalern im Gegensatz zu den Jurassiern wohl schlicht der «patriotische Schwung» gefehlt habe. Die Neue Zürcher Zeitung mutmasste, dass das «territoriale Beharrungsvermögen der Kantone recht gross» sei, während die Basler AZ von einer «kalten Dusche» für die Anhänger einer verstärkten regionalen Zusammenarbeit sprach. Die Berner Tagwacht war der Ansicht, dass die klare Entscheidung sich stabilisierend auf den Berner Jura und insbesondere Moutier auswirken werde. Zwar akzeptierten die Probaselbieter vorläufig das Ergebnis, waren aber der Ansicht, dass sich die Berntreuen unfair verhalten hätten. Die Bezirkskommission setzte ihre Arbeit als Bezirksrat fort. An die Stelle des Komitees «Ja zur besten Lösung» trat im Mai 1984 die Laufentaler Bewegung (LB) unter dem Vorsitz des Nenzlinger Gemeindepräsidenten Heinz Aebi. Sie verstand sich von Anfang an als Volksbewegung und unterschied sich damit von ihrem Vorgänger, der eher von einer regionalpolitischen Elite getragen worden war. Ihr Hauptziel war die bessere Integration in die Nordwestschweiz. Die LB solidarisierte sich mit dem Rassemblement jurassien und umfasste auch die Junge Kraft Laufental (JKL), die eindeutig der jurassischen Jugendbewegung Béliers nachempfunden war und mit provokativen Aktionen auf sich aufmerksam machte. Der nach der Abstimmung von Le Jura libre geäusserte Verdacht, dass die Beitrittsgegner vom Kanton Bern finanziert worden seien, sollte sich wenig später als wahr erweisen.

## Aufdeckung widerrechtlicher Geheimzahlungen

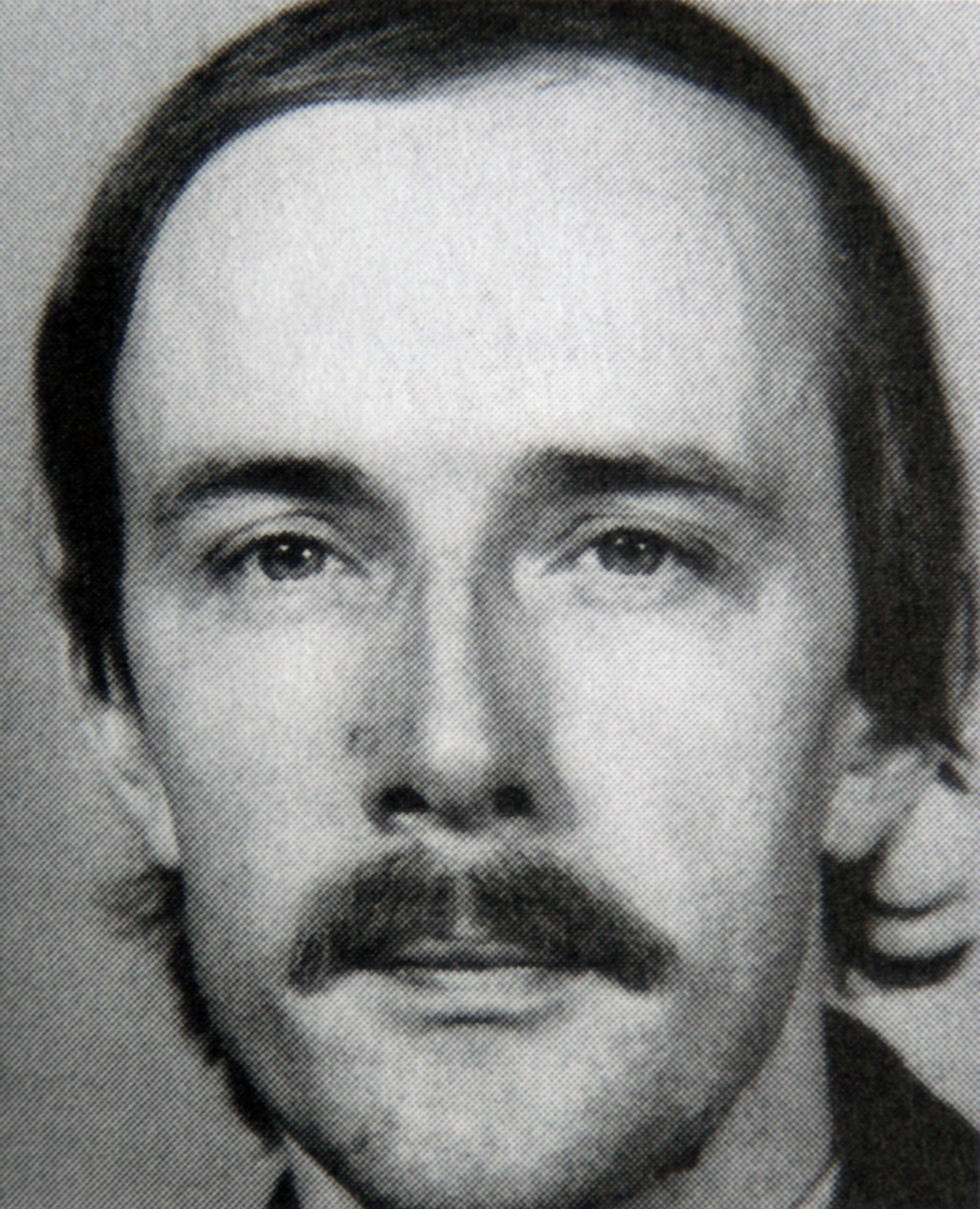
Rudolf Hafner (um 1987)

Im August 1984 machte Rudolf Hafner, ein Revisor der bernischen Kantonsverwaltung, als Whistleblower die Verletzung verschiedener Vorschriften des Finanzhaushaltsgesetzes sowie den Missbrauch von Steuergeldern und Mitteln aus dem SEVA-Lotteriefonds öffentlich. Über ein Konto für «Unvorhergesehenes» sollen unter anderem heimlich hohe Geldbeträge an berntreue Organisationen im Jura und im Laufental geflossen sein. Ebenso sollen Gelder rechtswidrig dazu gedient haben, gesellige Anlässe der Kantonsverwaltung sowie Vergnügungsreisen und private Ausgaben von Regierungsräten zu begleichen. Als Folge der Enthüllungen setzte der Grosse Rat eine «Besondere Untersuchungskommission» (BUK) ein. Ihr erster Bericht bestätigte im August 1985 sämtliche Vorwürfe, wobei die Geldbeträge zum Teil noch höher waren als ursprünglich angenommen. Allein in den Jahren 1980 bis 1983 hatte die Force démocratique 120'000 Franken für die Finanzierung ihrer Aktivitäten erhalten, Radio Jura bernois 125'000 Franken. Sogar 333'281 Franken flossen an die ABL (entspricht rund 37 Franken für jeden Laufentaler Stimmberechtigten), anstatt der offiziell vom Grossen Rat als «einmalige Starthilfe» genehmigten 60'000 Franken. Der Berner Regierungsrat gab im Oktober 1985 die Vorwürfe zu und erklärte, dass die geheimen Zahlungen zum Teil bereits 1974 begonnen hätten. Bis 1982 seien insgesamt 730'000 Franken an antiseparatistische Organisationen gezahlt worden, um die Juraplebiszite und die Laufental-Abstimmungen zu beeinflussen. Der im März 1986 veröffentlichte Revisionsbericht der ABL wies ergänzend dazu nach, dass 85 % ihres Budgets durch Geheimzahlungen aus Bern finanziert worden war. Dies hatte es ihr ermöglicht, die Meinungsbildung im Laufental regelrecht zu dominieren. Die Berner Finanzaffäre beschäftigte Politik und Justiz für mehrere Jahre.
Der erste BUK-Bericht löste in Probaselbieter Kreisen einen Sturm der Entrüstung aus. Die LB organisierte Protestkundgebungen, gab eine Sonderzeitung heraus und verlangte eine Wiederholung der Abstimmung. Die JKL forderte den hauptverantwortlichen Regierungsrat Werner Martignoni zum sofortigen Rücktritt auf, beerdigte vor der Laufener Filiale der Berner Kantonalbank symbolisch die Demokratie in einem Sarg und schaltete entsprechende Todesanzeigen; ebenso verteilten als Berner Bären verkleidete Aktivisten an einer SEVA-Veranstaltung Falschgeld, um auf die Käuflichkeit der Berntreuen hinzuweisen. Mit juristischer Unterstützung von Jacques Gubler, dem früheren Präsidenten der Bezirkskommission, reichten Heinz Aebi und vier weitere LB-Mitglieder am 3. September 1985 eine Abstimmungsbeschwerde beim bernischen Grossen Rat ein. Ihre Begründung lautete, dass die ohne gesetzliche Grundlage ausbezahlten Gelder die Abstimmung massiv beeinflusst hätten; ebenso dürften staatliche Organe nicht einseitig private Komitees mit öffentlichen Mitteln unterstützen. Hinzu kam eine Motion von Grossrat Jürg Schärer (POCH), die angesichts der massiven Beeinflussung ebenfalls eine neue Abstimmung im Laufental forderte. Parallel dazu formulierte der Bezirksrat eine formelle Eingabe mit ausführlichem Fragenkatalog, die darauf abzielte, eine genauere Untersuchung durchzuführen und die illegal ausbezahlten Gelder zurückzuerstatten.
Grossrat Rudolf Schmidlin (FDP), ein führender Exponent der ABL, gab an der ausserordentlichen Bezirksratssitzung vom 25. Oktober 1985 zu, dass er seinerzeit den Kanton um Hilfe gebeten habe. Er rechtfertigte sein Handeln damit, dass die Berntreuen in dem mit 1,3 Millionen Franken finanzierten Bezirksrat stets überstimmt worden seien. Die Spiesse seien nicht gleich lang gewesen, und der Kanton Bern sei deshalb in einen «Informationsrückstand» geraten. Am 18. November beschloss der Grosse Rat, gar nicht erst auf die Abstimmungsbeschwerde der fünf LB-Mitglieder einzugehen, da die dreitägige Beschwerdefrist längst abgelaufen sei; ebenso wies er Schärers Motion zurück. Die Eingabe des Bezirksrates nahm er als unverbindliche Petition entgegen. Enttäuscht über die heimlichen Zahlungen zeigten sich auch die Baselbieter Behörden. Sie sahen darin eine Verletzung eines «Stillhalteabkommens», bei dem sich 1982 beide Kantonsregierungen dazu verpflichtet hatten, das Selbstbestimmungsrecht des Laufentals «in keiner Weise zu beeinflussen».

## Entscheidungen des Bundesgerichts

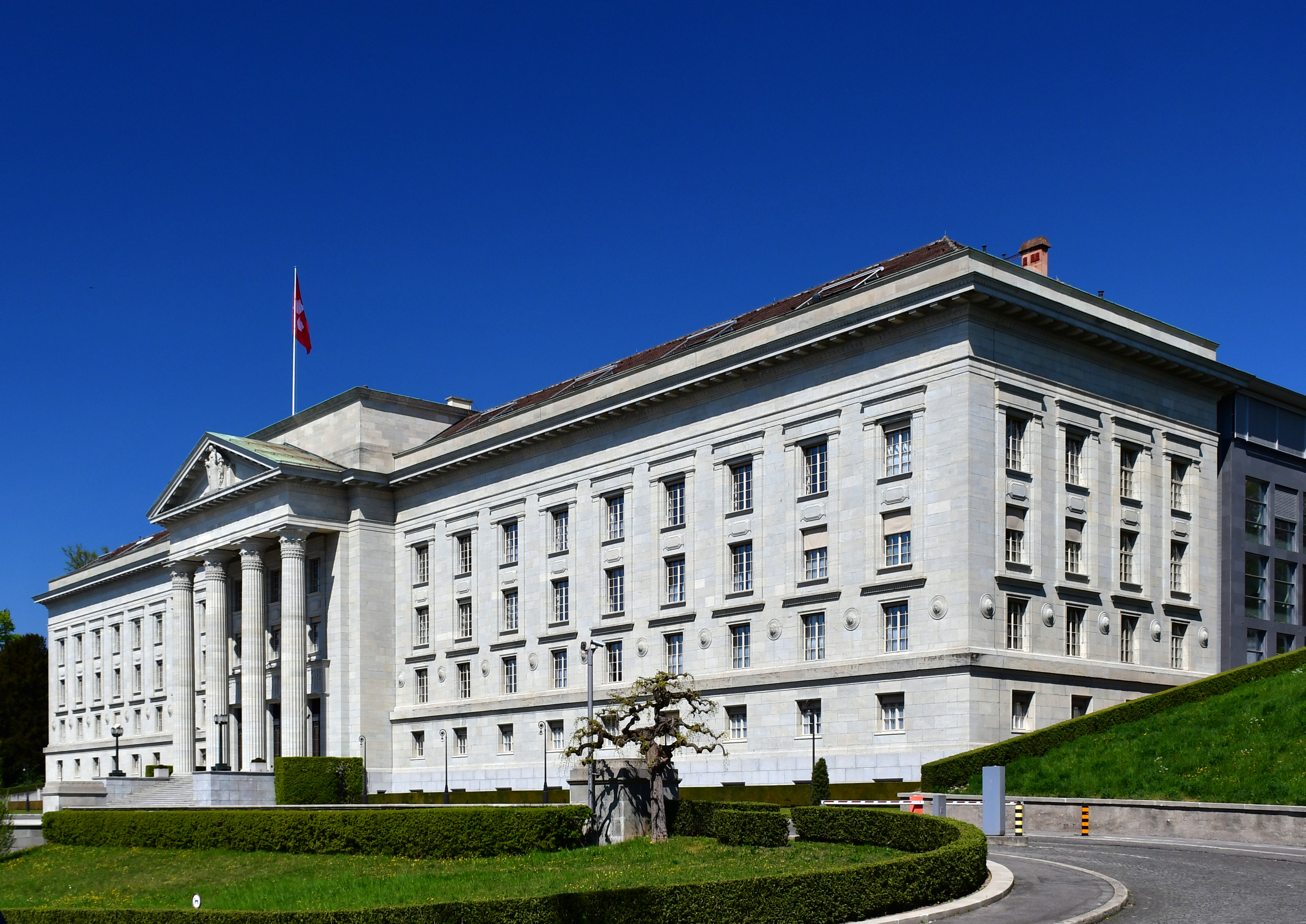
Sitz des Bundesgerichts in Lausanne

Daraufhin unternahm die Bezirkskommission weitere Schritte und richtete eine neue Beschwerde an den Bundesrat, damit dieser eine unabhängige Untersuchungskommission einsetze und eine neue Abstimmung organisiere. Die Laufentaler Bewegung wiederum gelangte am 28. Dezember 1985 mit einer staatsrechtlichen Beschwerde ans Bundesgericht. Es kam am 18. März 1987 zum Schluss, dass der Grosse Rat zu Unrecht nicht auf die Beschwerde eingegangen sei. Sie sei als Wiedererwägungsgesuch aufzufassen, da sich die Umstände seit der Abstimmung wesentlich geändert hätten. Gemäss dem Grundsatz von Artikel 4 der Bundesverfassung, wonach alle Schweizer vor dem Gesetz gleich seien, stehe den Betroffenen unmittelbar ein Recht auf Überprüfung der Regularität der entsprechenden Wahl oder Abstimmung zu. Es sei stossend, die Überprüfung zu verweigern, nur weil neue Tatsachen oder Beweismittel erst nach Ablauf der Beschwerdefrist entdeckt worden seien. Der Grosse Rat befasste sich am 3. November 1987 doch noch mit der Angelegenheit, lehnte aber die Beschwerde auf Antrag des Regierungsrates und der Justizkommission mit 129 zu 38 Stimmen ab. Die Finanzierung der Abstimmungskampagne sei erforderlich und legitim gewesen. Dadurch sei es der ABL möglich gewesen, das seit 1980 in der Schweizer Öffentlichkeit entstandene Bild, wonach das Laufental von Bern weg wolle, zu korrigieren. Zudem sei der Kanton aus staatspolitischer Sicht verpflichtet gewesen, dieses «Informationsdefizit» auszugleichen.
Zwischenzeitlich hatte der Bundesrat die Beschwerde des Bezirksrates an den Kanton Bern weitergeleitet, der sie unbeantwortet zu den Akten legte. Die Kläger der LB fochten den Grossratsbeschluss am 18. Dezember 1987 mit einer weiteren staatsrechtlichen Beschwerde an. Sie machten geltend, der Kanton Bern habe widerrechtlich auf die Meinungsbildung Einfluss genommen und damit das von der Kantonsverfassung garantierte Selbstbestimmungsrecht der Laufentaler verletzt. Die Wahl von Rudolf Schmidlin zum Grossratspräsidenten am 10. Mai 1988 empfanden die Probaselbieter als Provokation, weshalb sie die offizielle Feier in seiner Wohngemeinde Laufen boykottierten. Traditionsgemäss fuhr Schmidlin von Bern aus mit einem Sonderzug dorthin, wobei es zu einem Zwischenfall kam. Zwei Aktivisten der Béliers hatten vor dem Nordportal des Grenchenbergtunnels bei Moutier mit Steinen die Fahrleitung der Jurabahn heruntergerissen, weshalb der Zug über eine Stunde lang steckenblieb. Derweil führte die LB in Grellingen eine Gegenveranstaltung durch.
Am 20. Dezember 1988 gab das Bundesgericht sein Urteil bekannt: Mit sechs zu eins Stimmen verfügte es die Annullierung und Wiederholung der Abstimmung von 1983. Erneut hielt es fest, dass kein Ergebnis anerkannt werden könne, das nicht den freien Willen der Stimmberechtigten zuverlässig und unverfälscht zum Ausdruck bringt. Es billigte zwar dem Kanton Bern eine besondere Betroffenheit und eine zusätzliche Informationsbefugnis zu, beanstandete aber die Art, die Mittel und den Umfang der Intervention. Die Zahlungen an die ABL seien ohne jegliche Rechtsgrundlage erfolgt, und eine solche Unterstützung sei verwerflich, weil sie heimlich und ohne demokratische Kontrolle geschah. Ohne die massive finanzielle Hilfe wäre es der ABL gar nicht möglich gewesen, eine derart aufwendige Abstimmungskampagne zu führen, weshalb man von einer Beeinflussung der Stimmberechtigten ausgehen müsse.

## Wiederholung der Laufental-Abstimmung
Unmittelbar nach dem Bundesgerichtsurteil nahm die Auseinandersetzung bereits wieder die alte Schärfe an. Die ABL nutzte den Volksfreund für Attacken gegen die Beschwerdeführer und Kritik am Bundesgericht, während die LB mit ihrer Zeitung dr Laufetaler Paroli bot. Zu diesen Akteuren kam das am 14. Mai 1989 gegründete Komitee «Jo zum Baselbiet» hinzu. Zwar trat es ebenfalls für einen Kantonswechsel ein, hob sich aber durch sachliche Information und den Verzicht auf persönliche Angriffe ab; es sprach Unentschlossene an, die sich mit dem harschen und angriffigen Stil der Hauptkontrahenten nicht anfreunden konnten. Zwei Tage zuvor unterzeichneten Vertreter der Kantone und im Namen des Bezirksrates der Verhandlungsleiter Rudolf Imhof eine Ergänzung zum Laufentalvertrag von 1983, die durch neue rechtliche und politische Rahmenbedingungen notwendig geworden war. Beispielsweise hatte Basel-Landschaft 1987 eine neue Kantonsverfassung erhalten. Ansonsten konnte der Laufentalvertrag fast unverändert übernommen werden und benötigte nur einzelne redaktionelle Anpassungen. Ausserdem kam man überein, zunächst nur den Bezirk Laufen abstimmen zu lassen. Ebenfalls am 12. Mai schlossen die beiden Kantonsregierungen und der Vorstand des Bezirksrates eine «Vereinbarung über das Verhalten der Behörden in der Laufental-Abstimmung», worin sich die Vertragsparteien zu einer objektiven Information verpflichteten. Im Dezember 1988 war im Kanton Bern in einer Volksabstimmung der Bau der Umfahrungsstrasse Grellingen mit dem 2,8 km langen Eggfluhtunnel angenommen worden. Als Zeichen guten Willens genehmigten die Baselbieter Stimmberechtigten am 24. September 1989 mit grosser Mehrheit eine von beiden Kantonsregierungen vereinbarte namhafte Kostenbeteiligung.
Vor allem in der Anfangsphase der Abstimmungskampagne befanden sich die Berntreuen in der Defensive, denn die Enthüllungen der Berner Finanzaffäre und die Urteile des Bundesgerichts hatten die Probaselbieter beflügelt. Die ABL versuchte, die versteckte Annahme von Lotteriefondsgeldern zu rechtfertigen, und setzte sich damit dem Vorwurf aus, die rechtsstaatlichen Regeln zu ignorieren. Sie verzichtete aber auf eine Umbenennung ihrer Organisation, da sie befürchtete, dass dies als «Schuldbekenntnis» verstanden werden könnte. Abgesehen von Akzentverschiebungen, waren die Argumente für und gegen den Kantonswechsel dieselben wie sechs Jahre zuvor. Die Propagandaschlacht wurde noch verbissener geführt, und die Probaselbieter legten ihre Zurückhaltung ab. Beispielsweise kopierte die LB das «rote Büchlein» der ABL von 1983 bis hin zur grafischen Gestaltung, um damit den Berntreuen «Lug und Trug» vorzuwerfen. Diese wiederum zeigten auf ihren Plakaten einen Gesslerhut auf einer Stange in den Farben des Baselbiets und bezeichneten ihre Gegner als «Landvögte». Die Kampagne des Komitees «Jo zum Baselbiet» wiederum war darauf fokussiert, Laufentaler mit positiven Botschaften in den Vordergrund zu stellen.

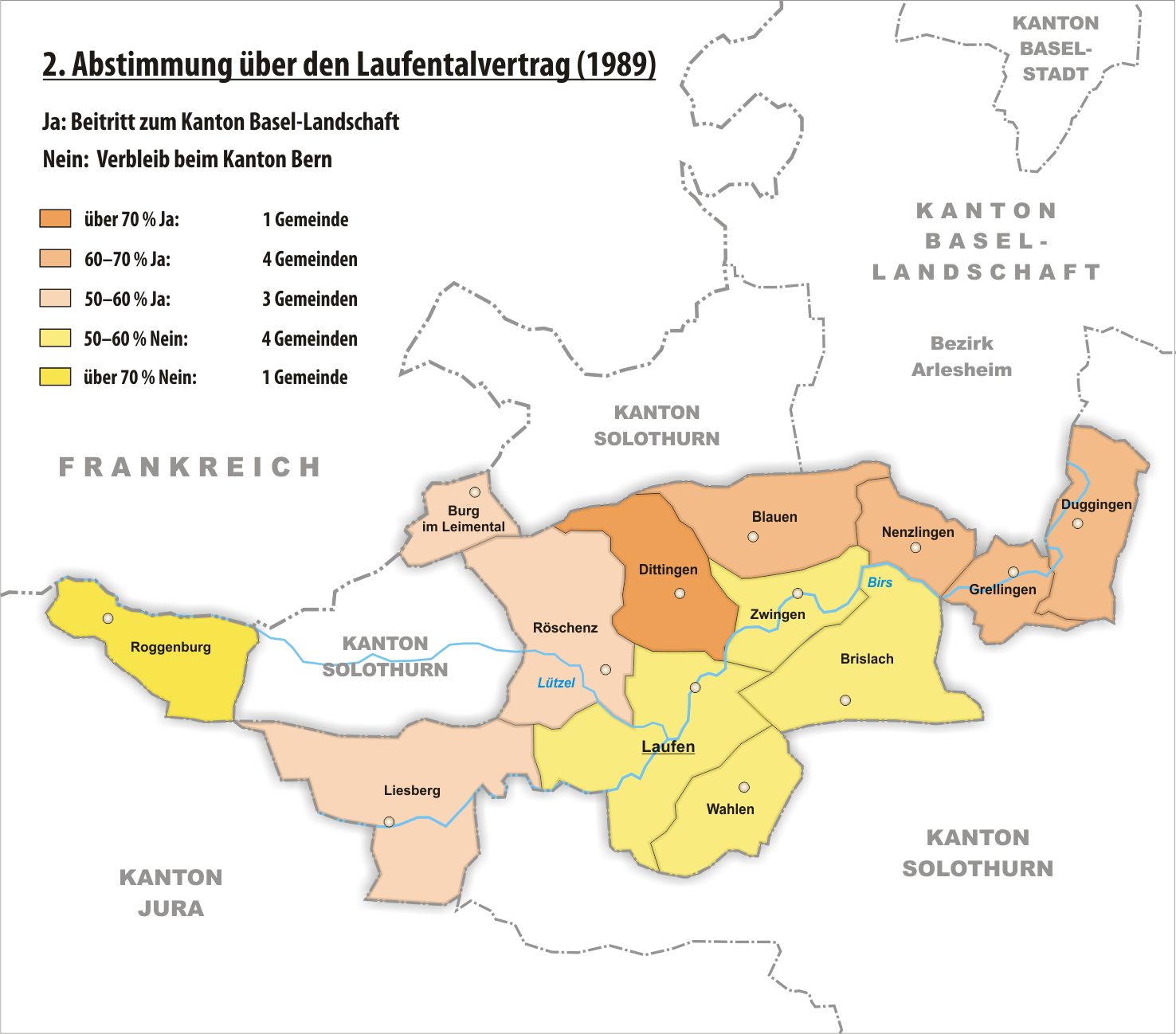
Zweite Abstimmung über den Laufentalvertrag in Baselland

Die zweite Laufental-Abstimmung am 12. November 1989 verzeichnete eine rekordhohe Stimmbeteiligung von 93,6 %. Dabei setzten sich die Befürworter des Beitritts zu Basel-Landschaft mit 51,7 % der Stimmen durch. In allen Gemeinden ausser Roggenburg (das eine leichte Zunahme des Nein-Anteils verzeichnete) konnten sie zum Teil deutlich zulegen. 8 von 13 Gemeinden stimmten der Frage «Wollt Ihr Euch aufgrund des vereinbarten Vertrages vom 10. Februar 1983 und seiner Ergänzung vom 12. Mai 1989 dem Kanton Basel-Landschaft anschliessen?» zu, wobei die Gemeinden Burg im Leimental, Duggingen, Liesberg und Röschenz ins Ja-Lager wechselten. Die Berntreuen erklärten ihre Niederlage mit den zahlreichen Zugezogenen aus der Nordwestschweiz, die sich in den vergangenen sechs Jahren im Laufental niedergelassen hatten. Hingegen wiesen die Sieger auf die hohe demokratische Legitimation hin; der Stimmenzuwachs sei das Ergebnis einer eigentlichen Trendwende. Bereits am folgenden Tag kündigte die ABL eine Beschwerde gegen die Abstimmung an, was die LB umgehend als Verzögerungstaktik verurteilte. Daraufhin formierten sich die beiden gegnerischen Blöcke neu: Die Antiseparatisten bündelten ihre Kräfte in der Vereinigung berntreuer Laufentaler (VBL) und gründeten eine eigene Jugendbewegung namens «Wildschweine» (eine Anspielung auf die bernjurassischen Sangliers), während LB, «Jo zum Baselbiet», die JKL und die «Frauen und Mütter für Baselland» sich zu Laufental 91 zusammenschlossen.

## Juristische und politische Störmanöver

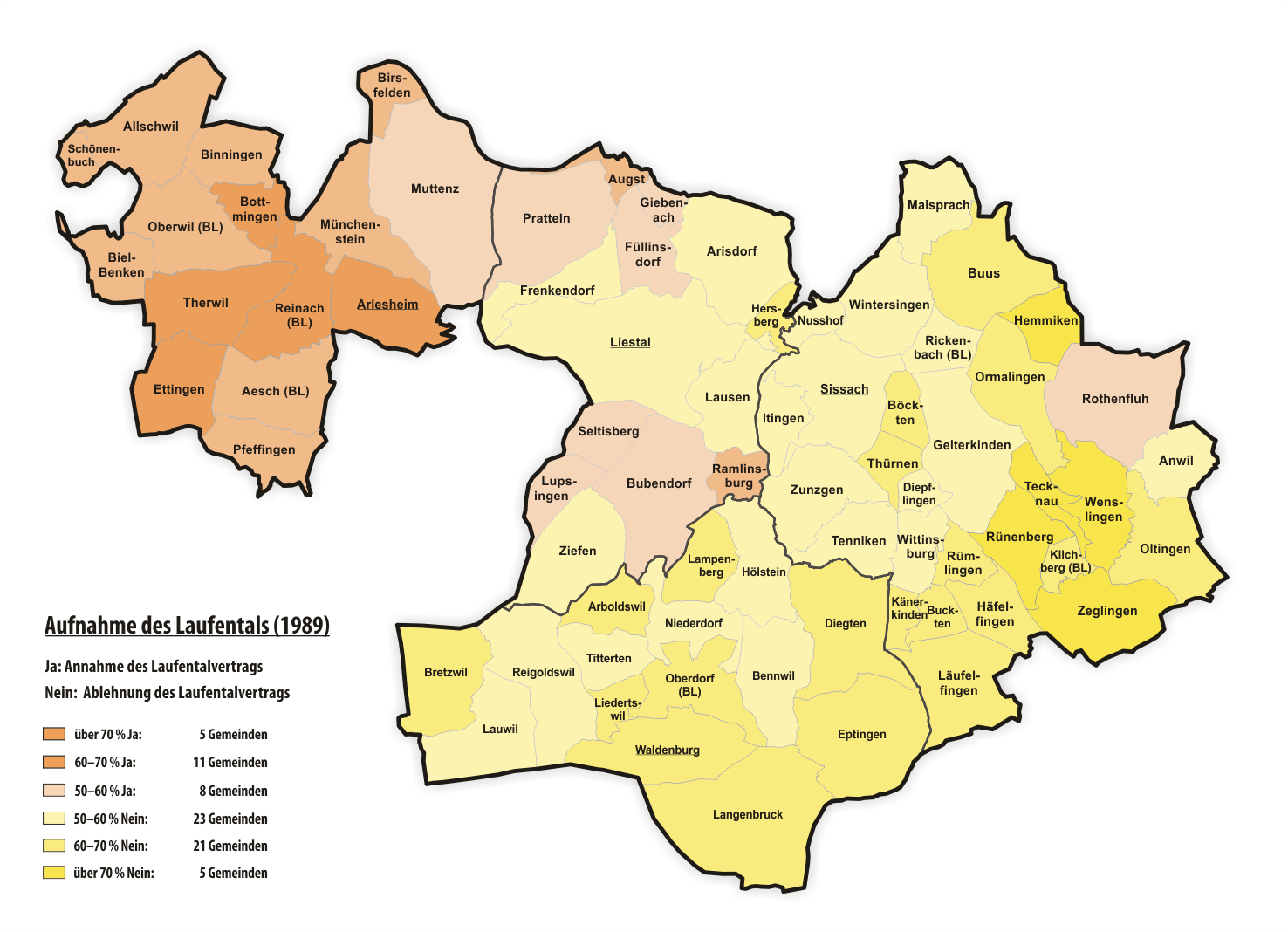
Zweite Abstimmung über den Laufentalvertrag in Baselland

In den Tagen nach der Abstimmung gingen vier Stimmrechtsbeschwerden von insgesamt zehn Berntreuen ein. Die erste machte Verletzungen des Stimmrechts geltend und verlangte eine Kontrolle der Stimmregister und -ausweise; die zweite forderte die Aufhebung der Abstimmung, da die Beitrittsbefürworter möglicherweise «finanzielle Zuwendungen von Nachbarkantonen» erhalten hätten; die dritte bemängelte eine angeblich mangelhafte Führung der Stimmregister. In der vierten Beschwerde wurde behauptet, die Stimmberechtigten seien durch Druckversuche und falsche Behauptungen der Beitrittsbefürworter massiv beeinflusst worden. Der Regierungsstatthalter von Thun, der vom Regierungsrat mit der Überprüfung beauftragt worden war, vermeldete am 1. Dezember 1989, dass keine gravierenden Mängel festgestellt worden seien. Lediglich zwei Ja-Stimmen hätten aus formellen Gründen für ungültig erklärt werden müssen, ansonsten sei alles korrekt gewesen. Daraufhin beantragte der Regierungsrat, die Beschwerden abzulehnen. Entgegen der Empfehlung der Justizkommission erklärte jedoch der Grosse Rat am 5. Februar 1990 das Ergebnis überraschend mit 102 zu 78 Stimmen für ungültig, vor allem mit Unterstützung der FDP- und SVP-Fraktionen sowie einzelner SP-Vertreter.
Wie bereits unmittelbar nach der Grossratssitzung angekündigt, reichten Vertreter von Laufental 91 am 16. März 1990 beim Bundesgericht eine weitere Stimmrechtsbeschwerde ein. Fast ein Jahr später, am 13. März 1991, hob es den Grossratsbeschluss mit vier zu eins Stimmen auf. Die Richter befanden, dass den Stimmberechtigten zugemutet werden könne, «zwischen verschiedenen bekundeten Meinungen zu unterscheiden und auszuwählen, dass sie offensichtliche Übertreibungen als solche erkennen können und dass sie schliesslich in der Lage sind, vernunftgemäss aufgrund der eigenen Überzeugung zu entscheiden». Im Übrigen sei keiner der Beschwerdepunkte derart gravierend gewesen, dass das Ergebnis wirklich hätte beeinflusst werden können. Die Richter wiesen die Vorinstanz an, dem Antrag des Regierungsrates Folge zu leisten und die Abstimmung für gültig zu erklären. Auf eine zweite Beschwerde von Berntreuen, wonach der Grosse Rat nicht alle Kritikpunkte berücksichtigt habe, ging das Bundesgericht gar nicht erst ein. Der Grosse Rat fügte sich am 25. Juni 1991 mit 95 zu 20 Stimmen, wobei 70 Parlamentarier ihren Unmut über die rechtlich bindende Anweisung mit Stimmenthaltung ausdrückten.
Damit war der Weg frei für die Volksabstimmungen im Kanton Basel-Landschaft, wo über die Änderungen am Laufentalvertrag und an der Kantonsverfassung sowie das Aufnahmegesetz abgestimmt werden musste. Doch auch hier regte sich Widerstand. Ein Komitee «Baselland ohne Laufental» um Landrat Rudolf Keller (SD) reichte im Juli 1991 mit Unterstützung berntreuer Laufentaler zwei staatsrechtliche Beschwerden ein. Ihrer Meinung nach musste der Laufentalvertrag als Ganzes zur Abstimmung vorgelegt werden und nicht bloss die Änderungen. Zwar rechnete sich das Komitee keine Chancen aus, verfolgte aber eine Verzögerungstaktik mit der erklärten Absicht, den Baselbietern das Laufental zu «verleiden». Am 21. August wies das Verwaltungsgericht die Beschwerden einstimmig ab, worauf das Urteil umgehend ans Bundesgericht weitergezogen wurde; dies hatte jedoch keine aufschiebende Wirkung. In ihrer Kampagne versuchten die von der VBL unterstützten Anschlussgegner, das Laufental als grosses finanzielles Risiko für den Kanton darzustellen; ebenso wiesen sie unablässig auf das knappe Ergebnis von 1989 hin. Militante Gruppierungen verübten Vandalenakte, führten wiederholt lärmende Autokorsos durch und verbreiteten anonyme Flugblätter. Die Anschlussbefürworter versuchten so gut es ging, mit Argumenten zu überzeugen, und erinnerten an die hohe Zustimmung im Jahr 1983 («Das Baselbiet hält sein Versprechen»). Landratspräsident Fritz Epple warnte, dass man «nicht vor einer kleinen Zahl Extremisten, Chaoten und Sprayer kapitulieren» dürfe.
Am 22. September 1991 stimmten die Baselbieter mit einem Anteil von jeweils etwas mehr als 59 % allen drei Vorlagen zu, die Beteiligung lag bei 40 %. Im Vergleich zu 1983 war die Zustimmung vor allem im Oberbaselbiet stark gesunken. Die Bezirke Sissach und Waldenburg lehnten deutlich ab, während der Bezirk Liestal knapp zustimmte. Den Ausschlag gab der bevölkerungsreichste Bezirk Arlesheim, wo mehr als zwei Drittel der Abstimmenden das Laufental aufnehmen wollten. Das Ergebnis erlangte Gültigkeit, als das Bundesgericht am 11. November 1992 die weitergezogenen Beschwerden als unbegründet abwies. Keinen Einfluss hatten Störmanöver dreier Laufentaler Gemeinden. Im August 1992 wurden in Brislach und Wahlen Volksinitiativen eingereicht, die mit Verweis auf den Verfassungszusatz von 1970 einen Wechsel dieser Gemeinden zum Bezirk Thierstein im Kanton Solothurn forderten. Gegen den ausdrücklichen Willen der beiden Gemeinderäte erlaubte der Regierungsstatthalter die Durchführung der kommunalen Abstimmungen. Die Gemeinderäte gelangten daraufhin an den Regierungsrat, der ihre Beschwerden guthiess. Die Initianten zogen den Beschluss ans Bundesgericht weiter, das die beiden kommunalen Initiativen am 28. Dezember 1992 als nicht mit dem kantonalen Recht vereinbar erklärte. Die Stimmberechtigten von Roggenburg wiederum sprachen sich am 17. Februar 1992 dafür aus, beim Kanton Bern zu bleiben, fanden aber bei keinem der beiden Kantone Gehör für ihr Anliegen. Schliesslich führte die Gemeinde am 1. März 1994 eine «öffentliche Befragung» durch; 55,3 % der Abstimmenden lehnten weitere Verhandlungen in dieser Richtung ab, womit das Thema endgültig erledigt war.

## Wechsel zum Kanton Basel-Landschaft
Am 27. Januar 1993 lag die Botschaft des Bundesrates «über den Anschluss des bernischen Amtsbezirks Laufen an den Kanton Basel-Landschaft sowie über die Gewährleistung der geänderten Verfassung des Kantons Basel-Landschaft» vor. Der Bundesrat stellte darin den Antrag, die Gebietsveränderung und die Genehmigung der Änderung der Kantonsverfassung zu einem Geschäft zusammenzufassen, um nicht noch mehr Zeit zu verlieren. Angestrebt wurde der Vollzug zu Beginn des folgenden Jahres. Unter den Ständeräten war die Vorlage völlig unbestritten, im Nationalrat gab sie mehr zu reden. Werner Scherrer (EDU Bern) beantragte Nichteintreten, fand aber klar keine Zustimmung. Ein Antrag von Hanspeter Seiler (SVP Bern), der die Anerkennung des Kantonswechsels davon abhängig machen wollte, dass neben Volk und Ständen auch der betroffene Bezirk zustimmen müsse, war ebenfalls chancenlos. Bundesrat Arnold Koller und die Ratsmehrheit wiesen darauf hin, dass weder in der bernischen Kantonsverfassung noch in der Bundesverfassung ein derartiges Verfahren vorgesehen sei. Am 18. Juni hiess der Nationalrat den vom Bundesrat präsentierten Bundesbeschluss unverändert mit 112 zu 27 Stimmen gut, der Ständerat mit 30 zu 2 Stimmen.
Gemäss damaligem Bundesrecht benötigten Gebietsabtretungen zwischen Kantonen nicht nur die Zustimmung beider Kammern der Bundesversammlung, sondern unterstanden auch dem obligatorischen Referendum (seit der Totalrevision der Schweizer Bundesverfassung 1999 ist nur noch ein fakultatives Referendum notwendig). Die Abstimmungskampagne warf keine hohen Wellen. Ausser der SD, der EDU und der Auto-Partei empfahlen alle nationalen Parteien, der Vorlage zuzustimmen; bei den Kantonalsektionen scherten die FDP Bern und die SVP Bern aus. Das Ergebnis der eidgenössischen Volksabstimmung am 26. September 1993 war unmissverständlich: Bei einer Beteiligung von 39,5 % sprachen sich 75,2 % der Abstimmenden und alle Kantone für den Kantonswechsel des Laufentals aus. Im Kanton Bern betrug die Zustimmung 57,3 % und im Kanton Basel-Landschaft 66,8 %. Den höchsten Ja-Anteil verzeichnete der Kanton Genf (93,5 %), den niedrigsten der Kanton Solothurn (55,6 %), wobei dort vor allem die sehr geringe Zustimmung im Bezirk Thierstein (27,7 %) auffiel. Im Bezirk Laufen selbst stieg der Ja-Anteil auf 52,8 %; dagegen stimmten die Gemeinden Brislach, Laufen, Liesberg, Roggenburg, Wahlen und Zwingen.
Der nahende Kantonswechsel erforderte die Sicherstellung der lückenlosen Kontinuität der administrativen Tätigkeit. Zu diesem Zweck hatten erste Verhandlungen zwischen den Behörden beider Kantone bereits im September 1991 begonnen, sowohl auf Regierungs- als auch auf Verwaltungsebene. Dabei kam dem Bezirksrat eine zentrale vermittelnde Rolle zu, denn er war berechtigt, Vertreter zu allen Verhandlungen zu entsenden. Auf diese Weise konnte die Bevölkerung jederzeit Einfluss nehmen. Zu Beginn des Jahres 1993 lagen 85 Verwaltungsvereinbarungen vor, zu denen der Bezirksrat bis Ende Juni Stellung nehmen konnte. Da die Rechtsstellung der Gemeinden in beiden Kantonen nicht deckungsgleich ist und auch die Kompetenzen sich unterscheiden, fanden ab September 1992 regelmässig Informationsveranstaltungen statt, um auch die Gemeindebehörden auf den Kantonswechsel vorzubereiten. Für die Anpassung der Gemeindereglemente wurde eine Übergangsfrist von zehn Jahren vereinbart. Am 25. Oktober fand in Laufen im Rahmen eines feierlichen Festakts die Unterzeichnung der Vereinbarungen statt. Anwesend waren Werner Spitteler, Mario Annoni und Arnold Koller als Vertreter der Kantone Basel-Landschaft und Bern sowie des Bundes. Die FDP- und VBL-Abgeordneten des Bezirksrates boykottierten die Feier. Sie protestierten damit gegen die ihrer Ansicht nach «liederliche und auf Desinformation angelegte» Information der Stimmberechtigten, für die Koller und das EJPD verantwortlich seien.
Der Wechsel des Bezirks Laufen und seiner 13 Gemeinden zum Kanton Basel-Landschaft erfolgte am 1. Januar 1994. Rund 800 Probaselbieter feierten ihn am Silvesterabend im Gymnasium Laufental-Thierstein. Am Neujahrstag hiessen die jurassischen Separatisten an der Grenze zwischen Soyhières und Liesberg den neuen Nachbarkanton willkommen, und in Laufen lud der Baselbieter Regierungspräsident Spitteler die Bevölkerung zu einem Apéro ein, an dem über 1000 Besucher teilnahmen. Die sichtbarsten Änderungen waren neben Orts- und Hinweistafeln insbesondere neue Fahrzeugkontrollschilder, die innerhalb von drei Monaten zu ersetzen waren. Die Schulsysteme beider Kantone wurden während einer neunjährigen Übergangsphase parallel geführt, um einen Wechsel bei bereits Eingeschulten zu vermeiden; ebenso konnte mit dem Kanton Solothurn die Weiterführung des gemeinsam betriebenen Gymnasiums vereinbart werden. Am 27. März 1994 wählten die Laufentaler ihre sechs Vertreter im Landrat. Der Bezirksrat blieb bis 2003 weiterhin als Interessenvertretung der Laufentaler gegenüber Regierung und Verwaltung bestehen. Ausserdem bestand während dieser Zeit eine zusätzliche Rechtspflegekommission, deren Aufgabe die Beurteilung und Schlichtung rechtlicher Fragen war, die sich während der Übergangszeit aus dem Wechsel der Rechtsordnung ergaben.
Anlässlich des 25-jährigen Jubiläums widmeten sich zahlreiche Schweizer Medien erneut dem Thema und kamen zum Schluss, dass der Kantonswechsel überwiegend gelungen sei und die tiefen gesellschaftlichen Gräben von damals kaum mehr zu spüren seien. Allerdings gab es im Laufental vereinzelt Kritik an den zentralistischen Tendenzen des Kantons Basel-Landschaft und am Abzug von Verwaltungsabteilungen, der bald nach der zehnjährigen Übergangsfrist eingesetzt hatte. Ein Zankapfel war das Laufener Feningerspital, dessen Angebot aus finanziellen Gründen und wegen des geringen Einzugsgebiets sukzessive verkleinert wurde. Sein Fortbestand wird in Paragraf 45 des Laufentalvertrags «dauernd gewährleistet». Nachdem der Landrat im November 2020 jedoch einstimmig die Schliessung des Spitals und dessen Ersatz durch ein Gesundheitszentrum mit ambulanter Versorgung beschlossen hatte, reichte der Verein «Pro Spital Laufen» eine Beschwerde beim Baselbieter Kantonsgericht ein. Im Januar 2022 wies es die Beschwerde ab, denn die im Laufentalvertrag zugesicherte medizinische Grundversorgung sei auch mit einem Gesundheitszentrum weiterhin gewährleistet.

## Rezeption
Im September 1989 veröffentlichten der Berner Mundart-Rockmusiker Dänu Siegrist und die Junge Kraft Laufental den Song Loufetal, der auch auf dem 1991 erschienenen Album I mine Ouge enthalten ist. Es befasst sich mit dem Kantonswechsel und kritisiert insbesondere die Vorgänge im Zusammenhang mit der Berner Finanzaffäre. Der Refrain lautet:
«Loufe chasch nid choufe, nid mit em ganze Gäud vor Wäut. Loufe, das bisch du und das bin i, wie wärs mit Demokratie?»
(«Laufen kannst du nicht kaufen, nicht mit dem ganzen Geld der Welt. Laufen, das bist du und das bin ich, wie wärs mit Demokratie?»)